# Marmorbyn

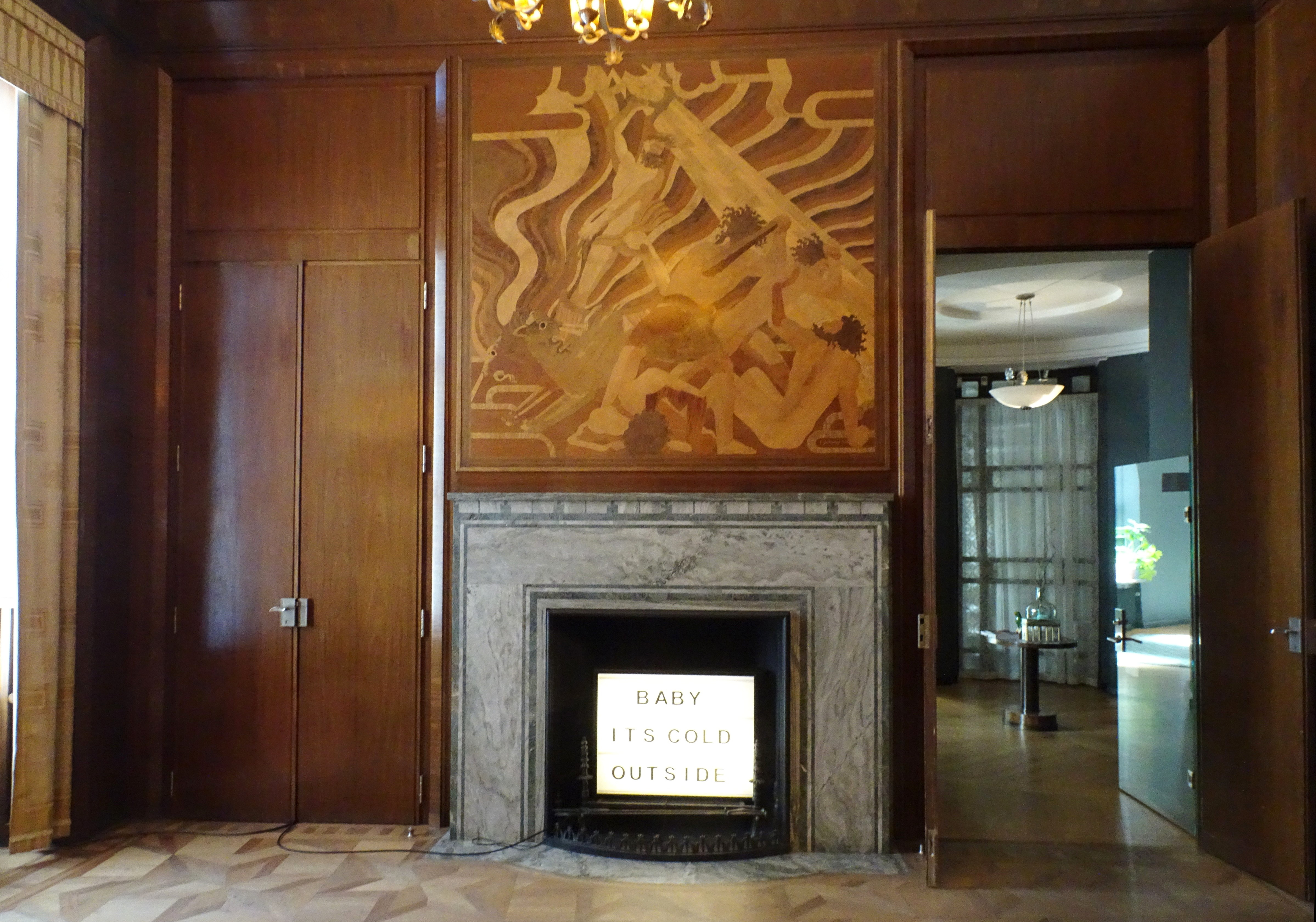
Öppen spis av gropptorpsmarmor i Tändstickspalatsets sessionssal i Stockholm.

Marmorbyn är en tätort i Vingåkers kommun vid sjön Kolsnaren mellan Katrineholm och Vingåker i Södermanland. 
Marmorbyn är uppbyggd kring brytningen av gropptorpsmarmor. 
Redan under 1100-1200-talet hämtade munkar från Julita kloster marmor från området för att bränna till jordbrukskalk. Från 1860 bröts här också marmor för användning som byggnadssten. Under 1900-talet förädlades produktionen för tillverkning av fasadbeklädnader, trappor, golv och mortlar. Marmorbyn började byggas 1937 av Gropptorps Marmor AB för att erbjuda bostäder till deras då omkring 120 anställda.
Ett marmormuseum öppnade i Marmorbyns bygdegård 2017.
Vid Marmorbyn finns också en badplats vid sjön Kolsnaren.

## Befolkningsutveckling
| Befolkningsutvecklingen i Marmorbyn 1980–2020 | Befolkningsutvecklingen i Marmorbyn 1980–2020 | Befolkningsutvecklingen i Marmorbyn 1980–2020 | Befolkningsutvecklingen i Marmorbyn 1980–2020 | Befolkningsutvecklingen i Marmorbyn 1980–2020 |
| --------------------------------------------- | --------------------------------------------- | --------------------------------------------- | --------------------------------------------- | --------------------------------------------- |
|                                               |                                               |                                               |                                               |                                               |
| År                                            |                                               |                                               | Folkmängd                                     | Areal (ha)                                    |
| 1980                                          | 1980                                          |                                               | 304                                           |                                               |
| 1990                                          | 1990                                          |                                               | 384                                           | 49                                            |
| 1995                                          | 1995                                          |                                               | 407                                           | 49                                            |
| 2000                                          | 2000                                          |                                               | 381                                           | 49                                            |
| 2005                                          | 2005                                          |                                               | 389                                           | 49                                            |
| 2010                                          | 2010                                          |                                               | 382                                           | 49                                            |
| 2015                                          | 2015                                          |                                               | 372                                           | 53                                            |
| 2020                                          | 2020                                          |                                               | 388                                           | 53                                            |
| Anm.: Ny tätort 1980                          |                                               |                                               |                                               |                                               |

## Samhället
I Marmorbyn finns en skola för årskurs 0-6, förskola, fritidshem tennisplan samt en fotbollsplan som invigdes 2008. 
Vid sjön Kolsnaren finns bad- och båtplatser. 
Det lokala fotbollslaget heter Gropptorps IF vilket är namnet på bygden.
Hedvig Lindahl är uppvuxen i Marmorbyn och spelade i Gropptorps IF.